# Siphanthera fasciculata
Siphanthera fasciculata är en tvåhjärtbladig växtart som först beskrevs av Henry Allan Gleason, och fick sitt nu gällande namn av Frank Almeda och O.R.Rob.. Siphanthera fasciculata ingår i släktet Siphanthera och familjen Melastomataceae. Inga underarter finns listade i Catalogue of Life.